# Isochromodes
Isochromodes là một chi bướm đêm thuộc họ Geometridae.